# NGC 7643
NGC 7643 (другие обозначения — NGC 7644, PGC 71261, UGC 12563, MCG 2-59-33, ZWG 431.51) — галактика в созвездии Пегас.
Этот объект занесён в новый общий каталог несколько раз, с обозначениями NGC 7643, NGC 7644.
Этот объект входит в число перечисленных в оригинальной редакции «Нового общего каталога».